# Spulerina lochmaea
Spulerina lochmaea là một loài bướm đêm thuộc họ Gracillariidae. Nó được tìm thấy ở Nam Phi.
Ấu trùng ăn Mangifera indica. Chúng có thể ăn lá nơi chúng làm tổ.